# Вентената
Вентена́та (лат. Ventenáta) — род травянистых растений семейства Злаки (Poaceae).
Род назван в честь французского ботаника Этьена Пьера Вентена.

## Описание
Однолетние травянистые растения, 8—70 см высотой. Стебли прямостоячие. Листья линейные, 1—3,5 мм шириной, часто вдоль свернутые, сверху коротковолосистые; влагалища почти до основания расщепленные.
Общее соцветие — метелка, 3—25 см длиной. Колоски на булавовидно-расширенных ножках, 8—14 мм длиной, 2—7-цветковые (верхний обычно недоразвитый), цветки обоеполые. Колосковые чешуи тонкокожистые, ланцетные, острые. Нижние цветковые чешуи тонкокожистые, ланцетные, без киля, на спинке с остью 6—15 мм длиной. Верхние цветковые чешуи перепончатые, на 1/5—1/2 короче нижних. Тычинок 3, пыльники 1,2—2 мм длиной; завязь голая. Зерновка 1,7—2,8 мм длиной.
Хромосомное число — 2n = 14.

## Виды
Род включает 8 видов:
- Ventenata blanchei Boiss. (1884)
- Ventenata dubia (Leers) Coss. & Durieu (1856) — Вентената сомнительная
- Ventenata eigiana (H.Scholz & Raus) Dogan (1985)
- Ventenata huber-morathii (Dogan) D.Heller (1991)
- Ventenata macra (Steven ex M.Bieb.) Balansa ex Boiss. (1884) — Вентената тощая
- Ventenata quercetorum Boiss. & Balansa (1859)
- Ventenata sorgerae (Dogan) D.Heller (1991)
- Ventenata subenervis Boiss. & Balansa (1857)